# HMS Hero (1936)
HMS Hero – brytyjski niszczyciel typu H z okresu II wojny światowej. W latach 1937−1939 operował na Morzu Śródziemnym, patrolując między innymi wybrzeża hiszpańskie, w związku z hiszpańską wojną domową. Po wybuchu II wojny światowej działał w rejonie Atlantyku i Morza Śródziemnego. 15 listopada 1943 roku przekazany Royal Canadian Navy.

## Historia
„Hero” powstał w ramach programu rozbudowy floty na rok 1934, jako jedna z jednostek typu H. Rozpoczęcie budowy nastąpiło 28 lutego 1935 roku w stoczni Vickers Armstrongs w Newcastle. Wodowanie odbyło się 10 marca, a przyjęcie do służby 23 października 1936 roku. „Hero” i budowany w tej samej stoczni HMS „Hereward” odróżniały się od pozostałych okrętów typu H tym, że po raz pierwszy zastosowano na nich nową formę nadbudówki dziobowej z mostkiem, z klinowo zwężającą się przednią ścianą, ściętą u góry, która została przyjęta jako typowa dla wszystkich kolejnych brytyjskich typów niszczycieli.
Po wejściu do służby, „Hero” został przydzielony do 2. Flotylli Niszczycieli (2nd Destroyer Flotilla) i skierowany na Morze Śródziemne, gdzie odbywał patrole w związku z hiszpańską wojną domową i wprowadzonym embargiem na dostawy broni dla stron konfliktu, którego przestrzegania egzekwował. 
5 kwietnia 1940 roku 2. Flotylla z HMS „Hero” wyszła z bazy jako eskorta sił mających za zadanie postawienie min na trasach przewozu rudy żelaza z portów norweskich do III Rzeszy (operacja Wilfred). Operacja ta zbiegła się z niemiecką inwazją na Norwegię. 13 kwietnia natknął się na uszkodzony niemiecki niszczyciel „Hans Lüdemann”, który następnie zatopił za pomocą torpedy.
17 maja okręt został przeniesiony w rejon Morza Śródziemnego, gdzie 19 lipca 1940 roku wziął udział w bitwie koło przylądka Spatha. Podczas bitwy eskortował krążownik „Sydney” i brał udział w ratowaniu rozbitków z włoskiego krążownika „Bartolomeo Colleoni”.
W drugiej połowie 1941 roku „Hero” osłaniał transporty wojska do oblężonego Tobruku. 25 października w nocy ratował rozbitków ze zbombardowanego przez niemieckie lotnictwo stawiacza min – transportowca „Latona”, sam odniósł podczas nalotu niewielkie uszkodzenia od bliskich wybuchów.

## Służba w Royal Canadian Navy
Od kwietnia do listopada 1943 roku był poddany przebudowie na niszczyciel eskortowy. Następnie przekazano go w darze Royal Canadian Navy, gdzie otrzymał imię „Chaudière”. 6 marca 1944 roku eskortując konwój HX 228 wraz z innymi okrętami zmusił do wynurzenia niemiecki okręt podwodny U-778, a następnie zatopił go torpedą. Wiosną 1944 roku HMCS „Chaudière” osłaniał siły alianckie w związku z operacją Overlord, w jej ramach wspólnie z dwoma innymi okrętami zatopił dwa niemieckie okręty podwodne, w rejonie Zatoki Biskajskiej.
W listopadzie 1944 roku okręt skierowano do stoczni w celu przebudowy i remontu. Prac nie ukończono przed końcem wojny i z powodu złego stanu technicznego okręt sprzedano na złom w sierpniu 1945 roku. Złomowanie okrętu zakończyło się w 1950 roku.